# Velon
Velon ist ein Joint Venture von UCI WorldTeams. Die Gruppe wurde im November 2014 der Öffentlichkeit vorgestellt und führt das informelle Avignon-Project fort, das diese Radsportteams während der Tour de France 2013 gegründet hatten.
Erklärte Ziele von Velon sind die Erschließung neuer Einnahmequellen, die Schaffung eines zusammenhängenden Rennkalenders, die Einführung neuer Technologien, die das Geschehen aus der Perspektive der Fahrer zeigen (wie etwa Rad-Kameras, die schon in der Saison 2014 zum Einsatz kamen), sowie die Sicherung einer besseren wirtschaftlichen Zukunft des Sports durch eine verstärkte Zusammenarbeit der Teams und anderer Beteiligter. Das bisherige Modell mit Sponsoren sei zu „zerbrechlich“. Für den Giro d’Italia 2015 schloss Velon mit dem Veranstalter RCS Sport einen Vertrag über die Nutzung der an den Rädern angebrachten Kameras. Velon kündigte an, mit dem Radsportweltverband Union Cycliste Internationale (UCI), den Rennorganisatoren und der Association Internationale des Groupes Cyclistes Professionnels (AIGCP) zu kooperieren.
Die elf Gründungsmitglieder von Velon waren Belkin, BMC, Garmin Sharp, Lampre-Merida, Lotto Belisol, Omega Pharma-Quick Step, Orica GreenEdge, Giant-Shimano, Sky, Tinkoff-Saxo und Trek Factory Racing.
Im Herbst 2015 wurde bekannt, dass die Mitglieder von Velon ihren Fahrern einen Vertragsergänzungsvorschlag mit dem Namen Velon Addendum  vorgelegt hatten, mit welchem die Fahrer ihre Bildrechte und Rechte an Gesundheits- und Leistungsdaten an die jeweiligen Betreiber abtreten würden. Hintergrund soll ein Streit zwischen Velon und dem Tour-de-France-Organisator Amaury Sport Organisation über die Nutzung dieser Rechte sein. Velon verlautbarte, die Organisation sei mit Vertragsangelegenheiten zwischen Teams und Fahrern nicht befasst. Die Fahrergewerkschaft Cyclistes Professionnels Associés (CPA) und einzelne Fahreragenten haben von einer Unterzeichnung der Vereinbarung abgeraten. Die Union Européenne de Cyclisme (UEC) zweifelte die Rechtmäßigkeit dieser Maßnahme, „die von einem nicht offiziell von den internationalen Radsportinstanzen anerkannten Verbund durchgeführt wird“ und forderte die UCI auf „solche Praktiken“ zu beenden.
Velon war Veranstalter der Hammer Series, einem einer Serie von dreitägigen Mannschaftswettbewerben. Im Herbst 2019 reichte Velon bei der Europäischen Kommission Kartellbeschwerde gegen die UCI ein, da diese unter Ausnutzung ihrer Stellung als Sportverband die Hammer-Series behindert habe und versucht habe die Vermarktung der Live-Renndaten der Velon-Fahrer zu übernehmen. Als Folge dieser Streitigkeiten fiel die Austragung der Hammer Series 2020 aus.
Vorsitzender von Velon ist der Brite Graham Bartlett, der zuvor für die UEFA sowie wichtige Sportmarken tätig war.